# 에어 피닉스
에어 피닉스(영어: Air Phoenix)는 태국 방콕에 본사를 둔 단명 항공사로 돈므앙 국제공항이 메인 허브공항이었다.

## 역사
에어 피닉스는 2007년 설립돼 2008년 5월 방콕과 매솟의 운항을 시작했으며 2009년에 운항중지되었다.

## 보유 기종
2008년 5월 에어 피닉스는 다음과 같은 항공기를 보유하고 있었다.
- 일본항공기제조 YS-11 : 1대
- 비치크래프트 슈퍼 킹 에어 : 1대 (헌장 서비스에 사용)